# Sobreimpresión
En tipografía, la sobreimpresión es un método para imprimir caracteres que no están en el conjunto de caracteres de la impresora. El carácter se crea colocando un carácter sobre otro; por ejemplo, al tachar ⟨L⟩ con ⟨-⟩ se imprime un carácter ⟨Ł⟩ (ele con barra oblicua).
El código ASCII admite seis signos diacríticos diferentes. Estos son: acento grave, virgulilla, acento agudo (aproximado por el apóstrofe), diéresis (comilla doble), cedilla (coma) y acento circunflejo. Cada uno se introduce escribiendo el carácter anterior, luego la tecla de retroceso y luego el carácter relacionado, que es ⟨`⟩, ⟨~⟩, ⟨'⟩, ⟨"⟩ o ⟨^⟩, respectivamente para los acentos mencionados anteriormente.
Con la amplia adopción de Unicode (especialmente UTF-8, que admite una cantidad mucho mayor de caracteres en diferentes sistemas de escritura), esta técnica tiene poca utilidad hoy en día. Sin embargo, los caracteres de  combinación como los signos diacríticos todavía se utilizan para representar caracteres que no se pueden mostrar de otra manera.

Izquierda: letra A en fuente normal. Medio: Dos letras A superpuestas, una de las cuales está ligeramente desplazada hacia un lado. Derecha: Carácter resultante en «negrita falsa».

Muchos renderizadores de fuentes en programas informáticos inventan los caracteres en negrita que faltan superponiendo el carácter normal consigo mismo, ligeramente desplazado horizontalmente. El desplazamiento horizontal es esencial ya que, a diferencia de una máquina de escribir donde repetir una letra exactamente en el mismo espacio la oscurecerá, la mayoría de las impresoras modernas no oscurecerán las «tachaduras» repetidas en el mismo espacio. Las fuentes en negrita reales están diseñadas con algunas características más gruesas y otras del mismo tamaño que una fuente normal, por lo que el uso de esta "negrita falsa" se considera indeseable desde el punto de vista tipográfico.
El conjunto de caracteres para el lenguaje de programación APL incluye varios caracteres que se consiguen tachando otros caracteres en terminales de impresión como el IBM 2741, por ejemplo las funciones ⌽ y ⊖ pueden usarse para invertir los elementos de una matriz.
El programa de procesamiento de textos WordPerfect incluía una funcionalidad de sobreimpresión. Microsoft Word y LibreOffice / OpenOffice no lo hacen. Ninguna disposición de teclado conocida incluye una tecla de función que permita superponer dos caracteres cualesquiera.